# Tembe Recording Studio
De Tembe Recording Studio (TRS) is een muziekstudio in Moengo in het district Marowijne in Suriname. Het werd op 28 augustus 2015 opgericht door stichting Kibii.
De studio heeft de capaciteit voor live-opnames van muziekbands. Daarnaast is de studio opgezet om musici te trainen in muziekopname. Voor het gebruik wordt in ruil een optreden gegeven tijdens het Moengo Festival.
De studio werd ingericht door geluidstechnicus Riccardo Steeman die ook de coördinatie in handen heeft. De oprichting werd gefinancierd door een fonds van Alcoa, de moedermaatschappij van de voormalige bauxietproducent Suralco, en het directoraat Cultuur van het ministerie van Onderwijs, Wetenschap en Cultuur. TRS is gevestigd in het voormalige ziekenhuis van Suralco, waar sinds 2009 ook de Tembe Art Studio is gevestigd.